# زاکاریاس ام. د لا ریبا
زاکاریاس ام. د لا ریبا (اسپانیایی: Zacarías M. de la Riva‎؛ زادهٔ ۱۲ اوت ۱۹۷۲) آهنگساز و موسیقی‌دان اهل اسپانیا است.
او دانش‌آموخته رشتهٔ آهنگسازی در کالج موسیقی برکلی است.
از فیلم‌هایی که وی در آن‌ها نقش داشته‌است، می‌توان به تاد و شهر گمشده، برف سیاه، تکامل و راهبه اشاره نمود.